# قلقل رمادي
قلقل رمادي (الاسم العلمي:Abrus canescens) هو نوع من النباتات يتبع جنس القلقل من الفصيلة البقولية.